# Glenea sangirica
Glenea sangirica é uma espécie de escaravelho da família Cerambycidae. Foi descrita por Per Olof Christopher Aurivillius em 1903 e encontra-se em Sulawesi.